# ريتشارد أدينسيل
ريتشارد أدينسيل ( بالإنجليزية Richard Addinsell ) (1904 – 1977) هو مؤلف موسيقي بريطاني، اشتهر بموسيقاه التصويرية في السينما، ومن أشهرها كونشيرتو وارسو الذي ألفه لفيلم «ضوء القمر الخطير» في عام 1941.

## روابط خارجية
- ريتشارد أدينسيل على موقع IMDb (الإنجليزية)
- ريتشارد أدينسيل على موقع ألو سيني (الفرنسية)
- ريتشارد أدينسيل على موقع ميوزك برينز (الإنجليزية)
- ريتشارد أدينسيل على موقع أول موفي (الإنجليزية)
- ريتشارد أدينسيل على موقع قاعدة بيانات برودواي على الإنترنت (الإنجليزية)
- ريتشارد أدينسيل على موقع قاعدة بيانات الأفلام السويدية (السويدية)
- ريتشارد أدينسيل على موقع أول ميوزيك (الإنجليزية)
- ريتشارد أدينسيل على موقع ديسكوغز (الإنجليزية)
- ريتشارد أدينسيل على موقع قاعدة بيانات الفيلم (الإنجليزية)